# Asura (hinduismo)

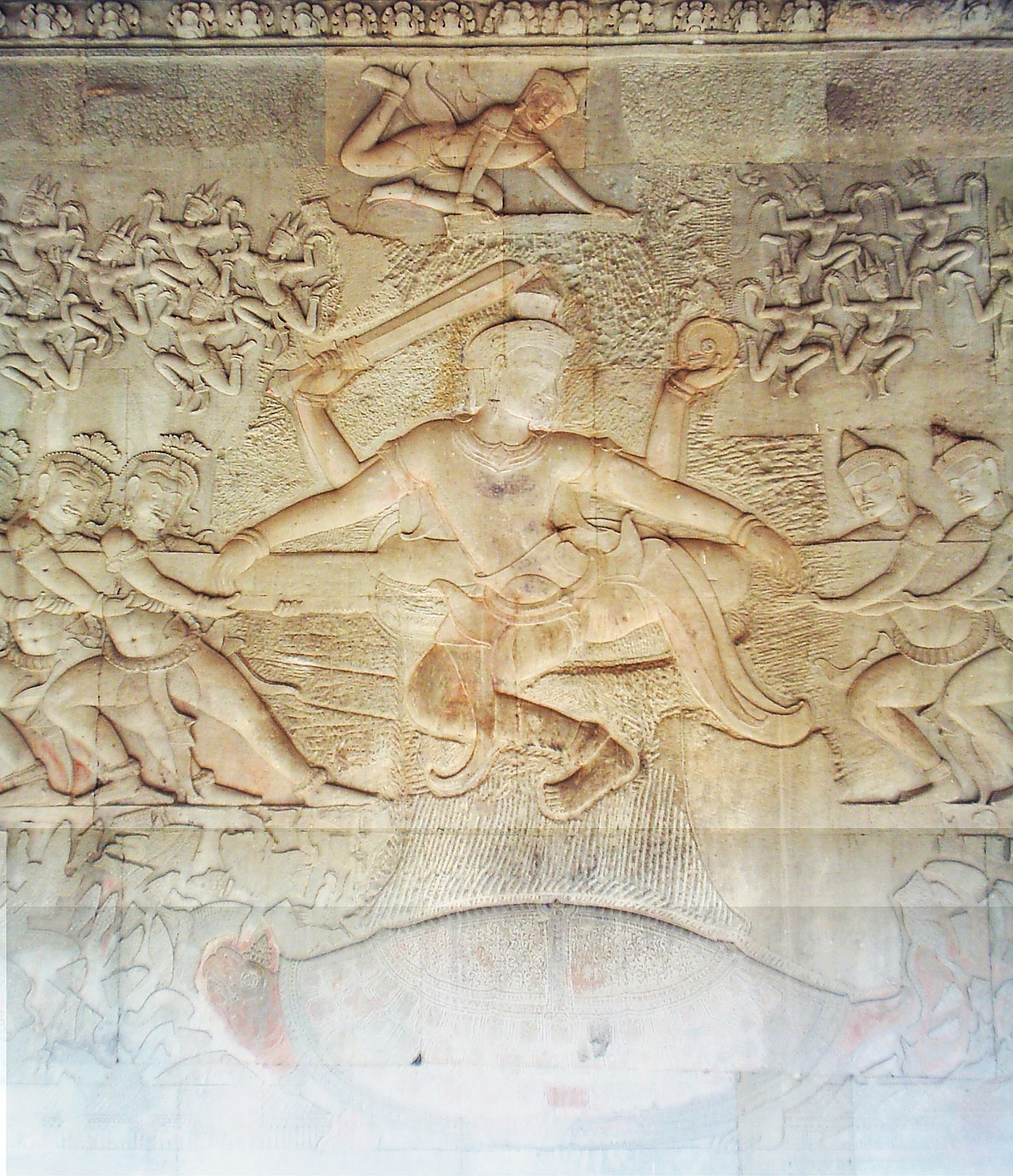
Este bajorrelieve del batido del océano de leche, de Angkor Wat, Camboya, indica en el centro al dios Vishnú en la forma de su avatar Kurma (tortuga), con los asuras y los devas a cada lado.

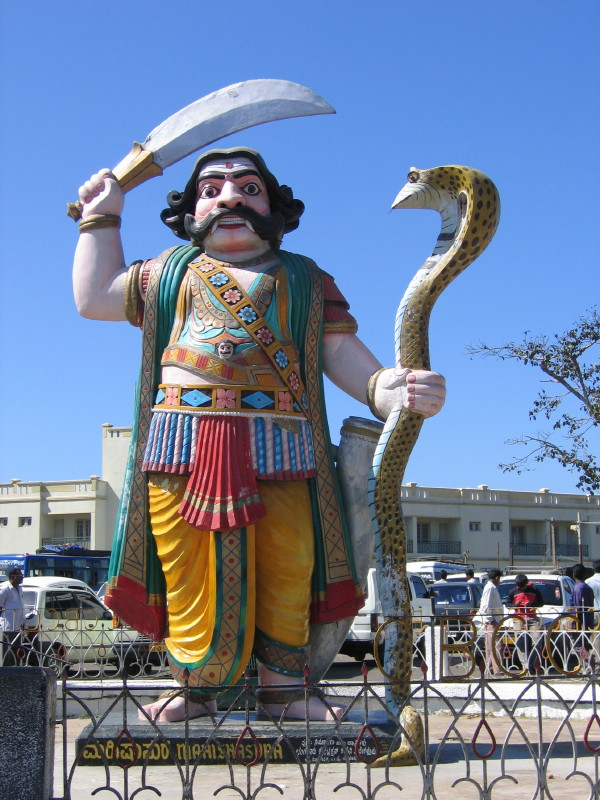
Estatua Mahishasura, en las colinas Chamundi, cerca de Mysore.

En el hinduismo, los asuras son un grupo de entidades sobrenaturales que se caracterizan por ser seres sedientos de poder y en constante guerra, consideradas a veces demoníacas o pecaminosas.
- असुर, en escritura devánagari.
- asura, en el sistema AITS de transliteración.

Estaban opuestos a los devas.
Ambos grupos eran hijos del patriarca Kaśiapa.
La percepción de los asuras en el hinduismo varió debido a que varias deidades que originalmente eran asuras después fueron reconocidos como dévatas.
El nombre es cognado del persa ahura —incluso, el Oxford English Dictionary reconoce el uso de este término en referencia al zoroastrismo— y de æsir, el cual implica un origen común protoindoeuropeo.
En la entrada 48 de su Indogermanisches etymologisches Wörterbuch, Julius Pokorny (1887-1970) reconstruye este origen común como *ansu-. (El asterisco indica que es una palabra hipotética; en este caso, del idioma indoeuropeo).
El carácter negativo de los asuras en el hinduismo parece haber evolucionado a través del tiempo.
En general, los textos más antiguos indican que los asuras originalmente presidían sobre fenómenos morales y sociales (por ejemplo Varuna era guardián del rita (los ritos religiosos), y Bhaga era el patrono de los matrimonios); mientras que los devas presidían los fenómenos naturales (por ejemplo, Indra era un dios de las tormentas, y Ushas era el amanecer).
En textos posteriores —como los Puranas y los Itijasas (como el Majabárata y el Ramaiana)— se encuentra que los devas son los seres divinos y los asuras seres demoníacos, y/o seres que actúan en contra de los devas.
Según el Bhagavad-guita (16.6), todos los seres del universo poseen cualidades divinas (daivi sampad) de los devas, o cualidades demoníacas (asuri sampad) de los asuras.
El capítulo 16 del Bhagavad guitá describe brevemente las cualidades divinas y extensamente las demoníacas.
En resumen, el Guita (16.4) dice que las cualidades de los asuras son el orgullo, la arrogancia, el engaño, el enojo, la grosería y la ignorancia.
El Padma-purana dice que los devotos del dios Vishnú son considerados devas (viṣṇú-bhaktáḥ smṛito daivá) mientras que los asuras son ‘justamente lo opuesto a eso’ (āsuras tad-vipariaiáḥ).

## En el budismo
Los asuras también aparecen como un tipo de seres supernaturales en la cosmogonía budista tradicional.

## En el zoroastrismo
En la religión zoroástrica o mazdeísta de Persia, a pesar de tener la creencia un origen común protoindoeuropeo, sucedió contrariamente una asociación inversa, en la cual los asuras (denominados ahuras) quedaron finalmente asociados con las fuerzas del bien, ya sea como seres angelicales, o asociados al dios Ahura Mazda; mientras que los devas (denominados daevas) quedaron asociados a seres nocivos que promueven el caos y el desorden.